# Mat '40
Mat '40 (voluit: Materieel '40), is de naam van elektrisch stroomlijnmaterieel voor personenvervoer, zoals door de Nederlandse Spoorwegen aangeschaft in 1940 tot 1942. De naam is, zoals bij een aantal andere series, afgeleid van het jaar waarin het materieel ontworpen en besteld werd. De bestelling vond plaats met het oog op de geplande elektrificatie van de Gooilijn (Amsterdam CS–Hilversum–Amersfoort), die echter als gevolg van de Tweede Wereldoorlog pas in 1946 werd voltooid. Bij de ontwikkeling van het Mat '40 werd voortgebouwd op de treinstellen van het type Mat '36. Door de elektrische en pneumatische verbindingen in de Scharfenbergkoppelingen konden de stellen in treinschakeling rijden met de treinstellen Mat '35, Mat '36 en de latere Mat '46 en Mat '54. Ten opzichte van de vorige serie had dit materieel een wat gewijzigde kopvorm - ontleend aan de omBC en gelijk aan die van de Dieselvijf - waarbij de ruiten van de machinistencabine groter waren. De serie werd vanaf 1940 gebouwd en bestond uit een reeks tweewagenstellen en vijfwagenstellen.
Als gevolg van de oorlogsomstandigheden kon een deel van het materieel na de bouw niet meteen in dienst gesteld worden. Door oorlogshandelingen en afvoer naar het oosten ging een deel van de nog nieuwe treinstellen al binnen enkele jaren verloren. De treinstelserie die na de oorlog uit de overgebleven rijtuigen werd geformeerd deed nog zo'n 25 jaar dienst. Een aantal rijtuigbakken verdween uit de elektrische dienst en werd gebruikt bij de samenstelling van twee extra DE5-en. De laatste vijfwagentreinstellen gingen buiten dienst in 1972. Van het Mat '40 is niets voor museumdoeleinden bewaard gebleven.

## Inzet
Na de Tweede Wereldoorlog konden uiteindelijk 19 van de 25 gebouwde vijfwagenstellen worden ingezet. De stellen reden voornamelijk op de Oude Lijn waar ze van Amsterdam naar Vlissingen en Eindhoven reden. Ook werden de stellen ingezet op de Hoekse Lijn en op de geëlektrificeerde lijnen in Noord-Holland. Tegen het einde van de jaren 60 verdwenen ze van de Oude Lijn en de Hoekse Lijn en reden ze voornamelijk de spitstreinen ten noorden van het Noordzeekanaal. In 1972 kwam ook deze inzet ten einde. Van de 15 tweewagenstellen konden er in de jaren na de oorlog uiteindelijk 10 worden ingezet. De stellen waren oorspronkelijk bedoeld als versterking van de vijfwagenstellen, maar kregen uiteindelijk hun eigen stamlijn, de Hofpleinlijn. Na zo'n 20 jaar actieve dienst werden de laatste tweewagenstellen in 1970 afgevoerd.